# Felicia Chateloin
Felicia Chateloin Santiesteban (La Habana, Cuba, 1949) es una arquitecta cubana especializada en conservación y rehabilitación del patrimonio construido y en la preservación histórica de las zonas urbanas.

## Formación académica
Chateloin es una graduada de la escuela de arquitectura de la Universidad de La Habana.

## Trabajos

### Especialista en preservación y rehabilitación
Como miembro del centro nacional de conservación, restauración y museología (CENCREM), Chateloin desempeñó un papel clave en el desarrollo del procedimiento institucional para la designación de las zonas urbanas históricas en La Habana, Cuba.
Se desempeñó como consultora técnica de la oficina del historiador de la ciudad de La Habana (OHCH) en la implementación de la primera encuesta integral de estructuras históricas en La Habana Vieja.

### Profesora
Chateloin es profesora en la facultad de arquitectura del politécnico José Antonio Echeverría (CUJAE) y en el colegio universitario San Gerónimo de la Universidad de La Habana.

## Publicaciones
Su libro, La Habana de Tacón, sigue siendo el estudio más extenso de las contribuciones del Capitán General Tacón a La Habana en la primera mitad del siglo XIX. Chateloin ha publicado numerosos artículos en publicaciones internacionales, como De la Arquitectura del molde o la identidad de la ciudad cubana y Techos de armaduras de pares en La Habana Vieja.

## Premios
- 2010 – Premio de Investigación de la Academia de Ciencias de Cuba de 2009. El Patrimonio cultural urbano y el criterio de centro histórico.[9] Caso de estudio Ciudad de La Habana.[5][3]
- 2008 - Arquitectura y el Premio de Ingeniería de 2008. Artículo Publicado: “Las armaduras de pares en la Habana Vieja. El privilegio de su Conservación”, Gabinete de Arqueología No 6, Año 6, 2007. Pág. 49-60.[3]
- 2007 - Premio Nacional de Arquitectura del salón. Ensayo publicado: “Colón, un territorio clave en el desarrollo habanero”, El Barrio de Colón Ed. Pontón Caribe SA, 2006. Pág. 11-38.[3]
- 2005 - Arquitectura y el Premio de Ingeniería 2005, Ciudad de La Habana. Artículo publicado: “Miramar o los orígenes de la Tierra Prometida”. Arquitectura y Urbanismo 1/2004. Pág. 52 – 63.
- 2003 - Mención. Salón Nacional de Arquitectura. Publicación: “La arquitectura del molde: un patrimonio en peligro”. Cimientos. Año 4-No 6, 2003. Pág. 41-47.
- 1992 - Investigación excepcional. CENCREM-Ministerio de Cultura 1992. Regulaciones Urbanísticas Municipales de Zona de Valor, Ciudad de La Habana: metodología y realización. (investigadora principal).
- 1991 – Primer lugar Premio Proyecto, integrado no del proyecto: Plaza Vieja. Walter Betancourt concurso, IV Bienal de La Habana.
- 1990 – Diploma del Ministerio de Cultura para la mayoría de Sobresaliente Logro Científico del grupo de autores que participan en la restauración del primer claustro del Convento de Santa Clara, sede CENCREM, y del grupo de la Plaza Vieja de monumentos y su reimplementación.
- 1986 – Plaza Nacional del Proyecto Concurso interarcada 87. Urbana Vieja (categoría: no construida del proyecto) que otorga: Dos plazas; seleccionada para representar a Cuba en Bulgaria.[5]

## Reconocimientos
- 2011 - Vida y trabajo provincial, La Habana. Sociedad de Arquitectura de UNAICC.[5]
- 2008 - Miembro emérito de “Cátedra Regional UNESCO, de la Conservación Integral de los Bienes Culturales para América Latina y el Caribe (CRECI)”
- 2000 - Premio profesional de alto nivel de la Unión Nacional de Ingenieros y Arquitectos de la Construcción de Cuba.
- 1996 - Diploma de anfitrión distinguido de la ciudad de Sucre, Bolivia.
- 1992 - Premio Nacional Laureate por trabajo sobresaliente en el campo cultural. Sindicato Nacional de Trabajadores de la Cultura.[5]